# I Didn't Know
«I Didn't Know» —en español: «No sabía»— es una canción compuesta por Olcayto Ahmet Tuğsuz y Nektarios Tyrakis, e interpretada en inglés por Serhat. Se lanzó como sencillo el 9 de marzo de 2016 mediante CAP-Sounds. Fue elegida para representar a San Marino en el Festival de la Canción de Eurovisión de 2016 mediante una elección interna.
La canción se ha grabado en inglés («I didn't know») con letra de Nektarios Tyrakis, francés («Comment savoir») con letra de Stéphane Laporte, y en italiano («Non ero io»), con letra de Mariella Nava.
En junio de 2018, una versión de esta canción a dúo con Martha Wash logra entrar en la lista de los Dance Club Songs de la revista musical Billboard.

## Festival de Eurovisión

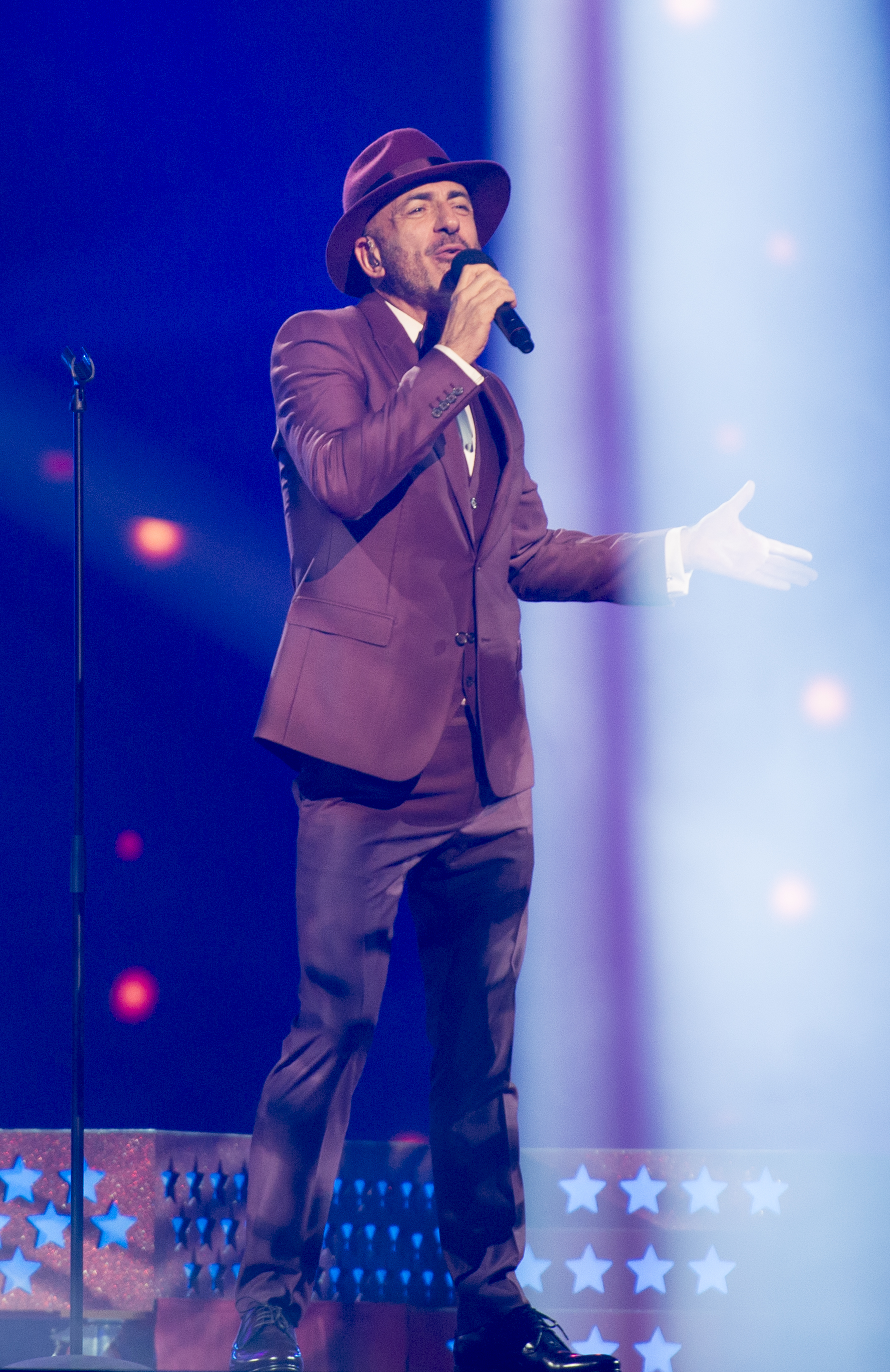
Serhat interpretando la canción durante el Festival de la Canción de Eurovisión 2016.

### Elección interna
El 12 de enero de 2016, San Marino RTV (SMRTV) organizó una rueda de presa en los estudios SMRTV donde anunciaron que habían elegido internamente al cantante turco Serhat para representar a San Marino en el Festival de la Canción de Eurovisión de 2016. El director de SMRTV, Carlo Romeo, y el Jefe de Delegación Sanmarinense, Alessandro Capicchioni, también estuvieron. Serhat fue seleccionado para representar al país después de que la emisora recibiera una propuesta de la agencia italiana 23 Music.
La canción que Serhat interpretaría, «I didn't know», fue presentada el 9 de marzo de 2016 durante una rueda de prensa en París. La canción la compuso Olcayto Ahmet Tuğsuz, con letra de Nektarios Tyrakis. Tuğsuz había compuesto anteriormente dos canciones del Festival de Eurovisión para Turquía: «Hani?» en 1982 y «Şarkım Sevgi Üstüne» en 1987 y Tyrakis había escrito la letra de varias canciones del festival. La canción fue grabada en Piste Rouge Studios en Bruselas, y fue dirigida por el músico francés Cyril Orcel y el músico belga-africano Guy Waku.

### Festival de la Canción de Eurovisión 2016
Esta canción fue la representación sanmarinense en el Festival de la Canción de Eurovisión 2016.
El 25 de diciembre de 2015, se organizó un sorteo de asignación en el que se colocaba a cada país en una de las dos semifinales, además de decidir en qué mitad del certamen actuarían.
Así, la canción fue interpretada en octavo lugar durante la primera semifinal, celebrada el 10 de mayo de ese año, precedida por Armenia con Iveta Mukuchyan interpretando «LoveWave» y seguida por Rusia con Sergey Lazarev interpretando «You are the only one». Durante la emisión del certamen, la canción no fue anunciada entre los diez temas elegidos para pasar a la final y por lo tanto no cualificó para competir en esta. Más tarde se reveló que San Marino había quedado en 12º puesto de los 18 países participantes de la semifinal, con 68 puntos.